# إدوين بيلي
إدوين بيلي (بالإنجليزية: Edwin Bailey)‏ هو لاعب كرة قدم أمريكية أمريكي، ولد في 15 مايو 1959 في سافانا في الولايات المتحدة.

## وصلات خارجية
- إدوين بيلي على موقع مرجع كرة القدم المحترفة.كوم (الإنجليزية)